# Аристэ, Пауль Александрович
Па́уль Алекса́ндрович Аристэ (при рождении Берг, эст. Paul Ariste; 3 февраля 1905, Торма, Йыгевамаа — 2 февраля 1990, Таллин) — советский эстонский лингвист и этнограф, известный своими исследованиями финно-угорских языков (в особенности эстонского, водского и удмуртского), идиша и цыганского языка. Почётный гражданин Тарту. Заслуженный деятель науки Эстонской ССР.

## Биография
Родился в Тормаской волости в семье мастера столярно-кузнечных дел. В 1916 году семья перебралась в Ревель. Поступив в 1917, в 1925 окончил гимназию в Таллине.
Первая научная публикация Аристэ — написанная на эсперанто статья о ливском языке «La livoj». Любопытно, что и в дальнейшем Аристэ писал о ливском преимущественно на эсперанто и переводил на эсператно ливскую народную поэзию. В этом выражалась сознательно выбранная стратегия писать о малых национальных языках на языках максимально интернациональных, дающих доступ к широкой международной аудитории.
Ещё будучи школьником он выучил от одноклассников идиш и опубликовал рецензию на еврейский перевод эстонского народного эпоса «Калевипоэг» (1926).
Широта лингвистических интересов, включавших серьезные занятия идишем и еврейским фольклором, вкупе с эстонизацией в 1927 фамилии с Берг на Аристэ, заставляют ряд исследователей считать Аристэ евреем. Насколько можно судить по всем доступным документам, для этого нет оснований. Аристэ в этом смысле принадлежал, как и Вальтер Андерсон, к ученым не-евреям, в 1920—1930 годах успешно изучавшим идиш и публиковавшимся в идишских изданиях.
В то время я не был еще Аристэ, а был Бергом. Пауль Берг могло сойти за приличное еврейское имя. Прочтя мою рецензию, Фридеберт Туглас обрадовался, что и у эстонцев теперь есть свои «учёные евреи», ведь в то время своей еврейской литературы у нас не было. Когда же меня представили ему в кафе «Вернер», он разочарованно воскликнул: «Ах, так вы же не еврей!»
Учился в Тартуском университете (1925—1929). Защитил магистерскую диссертацию, посвящённую шведским заимствованиям в эстонском языке, затем (1939) докторскую диссертацию с обзором диалекта эстонского языка, распространённого на острове Хийумаа. С 1944 года заведующий кафедрой эстонского и финно-угорских языков.
10 мая 1945 был арестован НКВД и пробыл в заключении до 1946, когда вновь вернулся к академической деятельности.
В 1946—1977 годах заведующий кафедрой финно-угорских языков Тартуского университета. Основатель и (1965—1990) главный редактор журнала «Советское финно-угроведение», ныне именуемого «Linguistica Uralica».
Академик Академии наук Эстонской ССР (1954). Почётный член Венгерской АН (1967), Финской АН (1980). Почётный доктор нескольких университетов: Хельсинкского (1969), Сегедского (Венгрия, 1971), Тампере (1975), Латвийского (1989).
Похоронен на кладбище Раади.
Вошёл в составленный в 1999 году по результатам письменного и онлайн-голосования список 100 великих деятелей Эстонии XX века.

## Труды
- Ariste, Paul (1939). A quantitative language. Proceedings of the 3rd International Congress of Phonetic Sciences. Ghent. P. 276—280.
- Ariste, Paul (1953). Eesti keele foneetika [Phonetics of Estonian]. Tallinn: Eesti Riiklik Kirjastus.
- Ariste, Paul (1960). Vadjalaste laule. Tallinn.
- Ariste, Paul (1968). A Grammar of the Votic Language. Bloomington: Indiana University. ISBN 9780877500247
- Ariste, Paul (1981). Keelekontaktid: Eesti keele kontakte teiste keeltega [Language contacts: Contacts of Estonian with other languages]. Tallinn: Valgus.